# Specie di Drymusidae
Di seguito sono elencate tutte le 16 specie della famiglia di ragni Drymusidae note al giugno 2013.

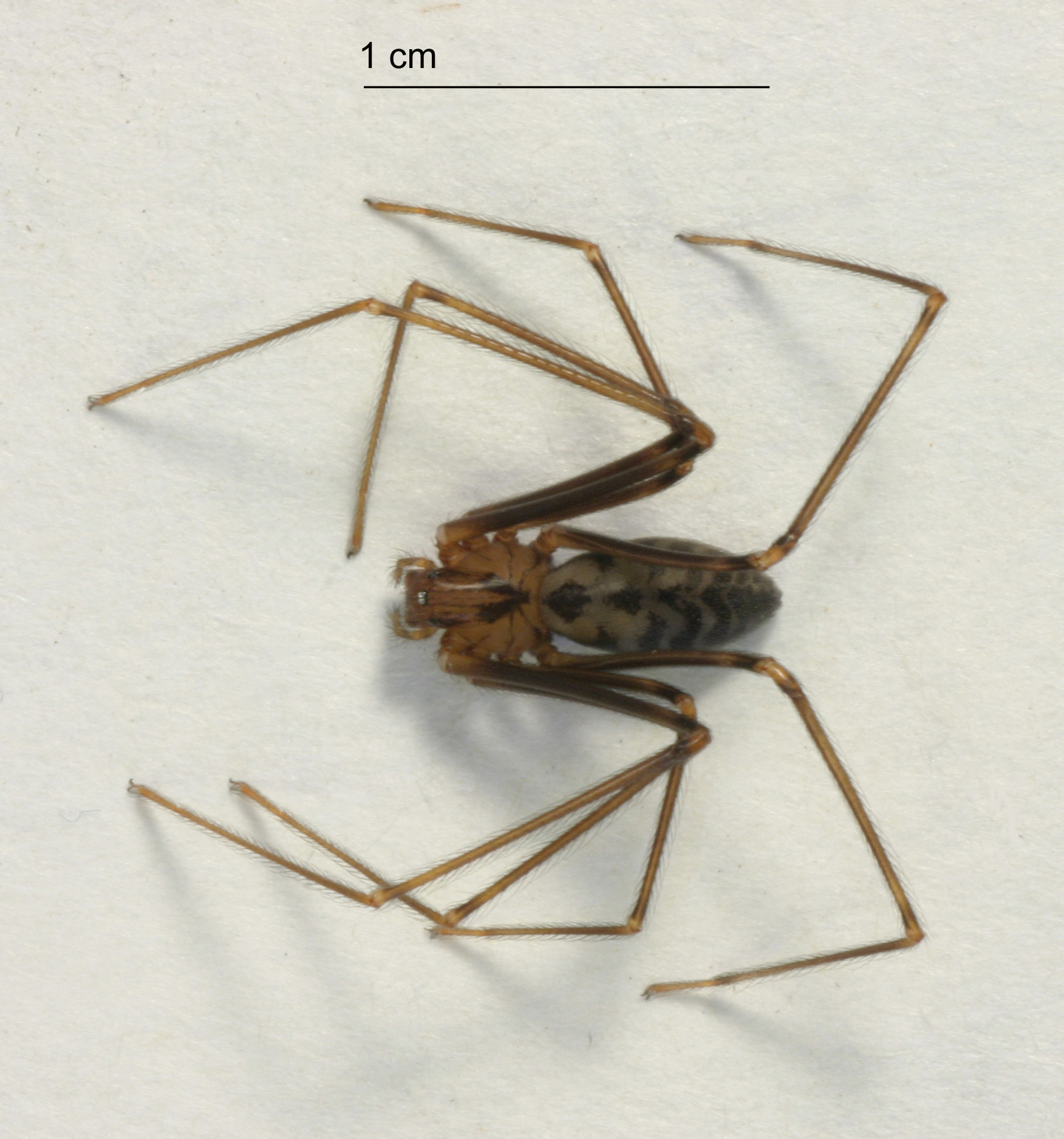
Drymusa sp.

## Drymusa
Drymusa Simon, 1891
- Drymusa armasi Alayón, 1981 — Cuba
- Drymusa canhemabae Brescovit, Bonaldo & Rheims, 2004 — Brasile
- Drymusa capensis Simon, 1893 — Sudafrica
- Drymusa colligata Bonaldo, Rheims & Brescovit, 2006 — Brasile
- Drymusa dinora Valerio, 1971 — Costa Rica
- Drymusa nubila Simon, 1891 — Isola Saint Vincent
- Drymusa philomatica Bonaldo, Rheims & Brescovit, 2006 — Brasile
- Drymusa producta Purcell, 1904 — Sudafrica
- Drymusa rengan Labarque & Ramírez, 2007 — Cile
- Drymusa serrana Goloboff & Ramírez, 1992 — Argentina
- Drymusa silvicola Purcell, 1904 — Sudafrica
- Drymusa simoni Bryant, 1948 — Hispaniola
- Drymusa spectata Alayón, 1981 — Cuba
- Drymusa spelunca Bonaldo, Rheims & Brescovit, 2006 — Brasile
- Drymusa tobyi Bonaldo, Rheims & Brescovit, 2006 — Brasile
- Drymusa valida (Lawrence, 1964) — Sudafrica